# Лаков, Николай Андреевич
Николай Андреевич Ла́ков (5 [17] мая 1894, Москва — 28 февраля 1970, Москва) — советский художник.

## Биография
Родился в семье живописца-монументалиста Андрея Афанасьевича Лакова. Первым учителем был отец. Будучи школьником старших классов, выполнял обязанности помощника первого художника МХТ В. А. Симова. В 1907 году Н. Лаков поступил в Строгановское училище, которое окончил в 1918 году с золотой медалью. Его учителями были Д. А. Щербиновский, П. П. Пашков, В. Е. Егоров, А. В. Щусев. В годы Гражданской войны вступил в РККА. Организовал и возглавил Художественно-декоративную мастерскую, занимавшуюся изготовлением плакатов, оформлением агитпоездов, агитпунктов, а также оформлением городов к революционным праздникам. Принимал участие в оформлении ВСХВ (Башкирский павильон, 1926). Демобилизовавшись, Н. А. Лаков продолжил образование в студии А. М. Родченко. Именно к этому времени относится его увлечение конструктивизмом. В 1925—1926 годах молодой художник посещает студию Д. Н. Кардовского. С 1929 года вместе со своим другом и сокурсником Г. С. Зозулей вступает в объединение художников «Бытие».
В конце 20-х — начале 30-х годов был командирован в Дагестан, где создаёт серию пейзажей этого удивительно красивого края, пишет портреты людей труда, сцены их жизни. В 1935 году в Махачкале состоялась первая персональная выставка Н. А. Лакова. В период Великой Отечественной войны эвакуирован на Урал, неоднократно выезжал на фронт, выполняя натурные зарисовки, объединённые в серию «По дорогам войны».
В 1948—1955 годах Н. А. Лаков занимал пост Главного художника ГААНТ СССР под руководством И. А. Моисеева. Работал в различной технике и манере: им созданы живописные полотна, графические работы, литографии, офорты, скульптурные произведения, рисунки костюмов.
Член СХ СССР. За время своей творческой биографии принимал участие более, чем в 100 Всемирных, всесоюзных и республиканских выставках. В 1958 году на Всемирной выставке в Брюсселе экспонировались его скульптуры из папье-маше.
Похоронен в Москве на Новодевичьем кладбище.

## Музейные коллекции
Н. А. Лаков оставил большое художественное наследие. Его произведения находятся во многих музейных собраниях и галереях, частных коллекциях в России и за рубежом, в том числе:
- ГТГ. Москва.
- ГМИИ им. А. С. Пушкина. Москва.
- Дагестанский музей изобразительных искусств имени П. С. Гамзатовой. Махачкала.
- Военно-медицинский музей. Санкт-Петербург.

## Награды и премии
- заслуженный деятель искусств Дагестанской ССР[1]
- Сталинская премия первой степени (1952) — за концертно-исполнительскую деятельность[2]